# 粗喙秋海棠
粗喙秋海棠（学名：Begonia crassirostris），或稱粗嚎秋海棠，为秋海棠科秋海棠属的植物，是中国的特有植物。分布于中国大陆的贵州、福建、云南、湖南、广西、广东、海南、江西等地，生长于海拔600米至2,200米的地区，见于河边阴处湿地、山谷溪旁灌丛中、山坡疏林中、山谷水旁密林中阴处和山谷水沟边，目前已由人工引种栽培。

## 别名
红小姐（图考）、大半边莲、老疸草（全国中草药资料）、大海棠、酸脚杆、马酸通（屏边）